# Cotxinxina
La Cotxinxina (en francès: Cochinchine; en vietnamita: Nam Kỳ) és una regió d'Indoxina que actualment forma part del Vietnam i que en el seu moment va formar part del protectorat francès de la Indoxina francesa.

## Antecedents
Al segle xvii la regió del Vietnam es va dividir entre dues dinasties regnants, la dinastia Trịnh al nord i la dinastia Nguyễn al sud. A l'arribada dels europeus la zona nord fou anomenada Tonquín (que actualment forma part del Vietnam i de la Xina) i la zona sud Cotxinxina.
Durant el període colonial francès, aquest nom arribà a estendre's i referir-se a la part més meridional del Vietnam, arribant a formar-ne part fins i tot el territori de l'actual Cambodja, situant la seva capital a la ciutat de Saigon.

## Història precolonial
La conquesta del sud de l'actual Vietnam va ser un llarg procés d'adquisició territorial pels vietnamites. El Vietnam, que en aquell moments s'anomenava Đại Việt, gairebé va duplicar el seu territori l'any 1470 sota el regnat del rei Lê Thánh Tông, a partir del Regne de Xampa. Els següents dos-cents anys va ser un moment de consolidació territorial i de guerra civil amb una gradual expansió cap al sud.
Com a resultat de la guerra civil que va començar el 1520 l'emperador de la Xina va enviar una comissió encarregada d'estudiar la situació política d'Annam l'any 1536, declarant finalment la guerra contra la Dinastia Mạc. La derrota dels vietnamites davant les tropes imperials xineses comportà que l'any 1537 el rei Mạc Đăng Dung es declarés vassall de la Xina, convertint així la zona de Tonquín i de la Cotxinxina en feudataris del poder imperial xinès. El 1592 Trịnh Tùng va ocupar però la zona de la Cotxinxina, desterrant la família Mạc vers al nord, arribant a la seva derrota total el 1667.
Entre 1715 i 1770 es desenvoluparen diverses guerres entre la dinastia Nguyễn i els reis de Cambodja, aconseguint els vietnamites ampliar els seus dominis vers al sud. A finals del segle xviii el Vietnam s'unificà sota el poder de Tây Sơn, que aconseguí acumular les terres dels Nguyễn i els Trịnh, i finalment Gia Long aconseguí unificar tot el territori l'any 1802, arribant a annexionar-se la zona de Phnom Penh fins a finals del segle xix.

## Història colonial

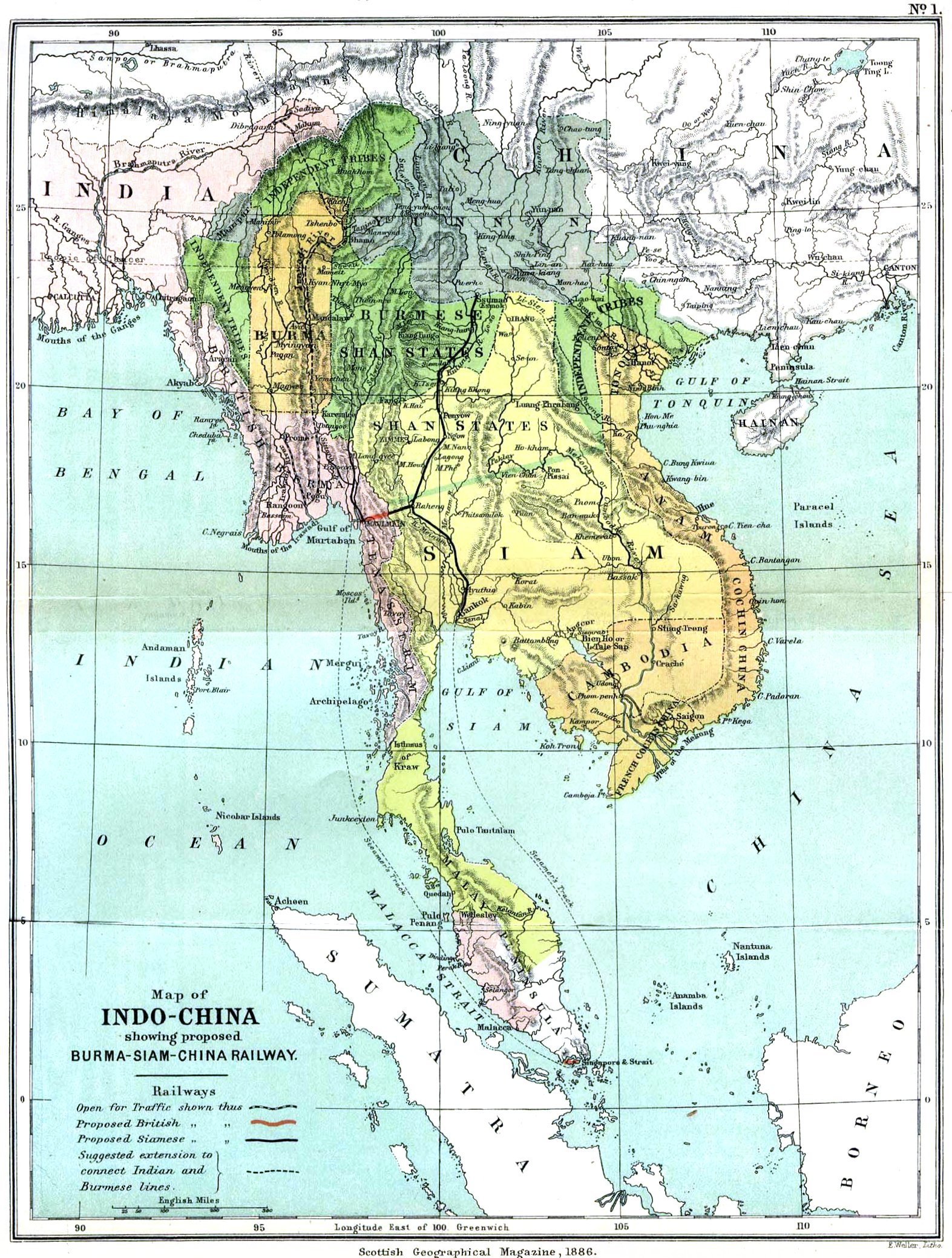
Mapa d'Indoxina de l'any 1886.

Després de l'assassinat de diversos missioners el govern francès de Napoleó III i l'espanyol d'Isabel II van enviar una expedició de càstig contra la zona amb l'ajut de les tropes espanyoles de les Filipines (que en aquells moments era una colònia espanyola que formava part de les Índies Orientals). Al setembre de 1858 França va ocupar Da Nang i el 18 de febrer de 1859 va conquistar Saigon i tres províncies del sud: Biên Hòa, Gia Định i Dinh Tuong. Finalment el 13 d'abril de 1862 el govern vietnamita es va veure obligat a cedir els territoris a França.
El 1867 les províncies de Châu Đốc, Ha Tien i Vĩnh Long foren agregades al territori francès, esdevenint el 1864 colònia francesa. Finalment el 1887 la Cotxinxina passà a formar part de la Indoxina francesa. El 1933 les illes Spratly passaren a formar part d'aquest territori.
El 28 de juliol de 1941 les tropes imperials japoneses van ocupar el territori de facto, si bé no fou reconeguda la seva ocupació fins al 9 de març de 1945, passant a formar part de l'Imperi del Vietnam (estat titella del Japó). Després de la derrota del Japó es va convertir formalment en la República de la Cotxinxina, que va existir entre l'1 de juny de 1946 fins al 14 de juny de 1949, quan s'integrà definitivament dins de l'Estat del Vietnam i posteriorment del Vietnam del Sud.